# بوب شو (لاعب كرة سلة)
بوب شو (بالإنجليزية: Bob Shaw) (22 مايو 1921 في الولايات المتحدة - 10 أبريل 2011 في الولايات المتحدة) هو لاعب كرة قدم أمريكية ولاعب كرة سلة أمريكي في مركز طرف ضيق ‏. لعب مع أريزونا كاردينالز ولوس أنجيليس رامز وكالغاري ستامبيدرز ‏.

## وصلات خارجية
- بوب شو على موقع سبورتس رفرنس (الإنجليزية)
- بوب شو على موقع مرجع كرة القدم المحترفة.كوم (الإنجليزية)